# برنامه نظارت بر اکوسیستم جنوبگان
برنامه نظارت بر اکوسیستم جنوبگان در سال ۱۹۸۵ بر اساس پیمان حفاظت از منابع دریایی زنده جنوبگان برای نظارت و ثبت فعالیت‌های ماهی‌گیری و صید جانوران منطقه اطراف جنوبگان و اقیانوس منجمد جنوبی تنظیم شد.
هدف از این برنامه عبارتند از:
1. شناسایی و ثبت تغییرات مهم در اجزای اکوسیستم دریایی در مناطق تحت کنترل پیمان تا از آن به عنوان پایه‌ای برای حفاظت از منابع دریایی جنوبگان استفاده شود
2. ایجاد تمایز بین تغییرات حاصل از بهره‌برداری اقتصادی از جانوران و تنوع زیست محیطی به صورت فیزیکی و بیولوژیکی[۱]

## مناطق مورد بررسی
برنامه نظارت بر اکوسیستم جنوبگان در چندین منطقه فعال است. این مناطق شامل ۳ ناحیه مطالعاتی یکپارچه و شبکه‌ای از مناطق دیگر می‌شوند. از این میان دو منطقه جزیره سیل (به انگلیسی: Seal Island) و دماغه شریف (به انگلیسی: Cape Shirreff) برای حفاظت خاص مشخص شده‌اند که هر دو در جزایر شتلند جنوبی قرار دارند. ورود به مناطق مورد بررسی این برنامه نیازمند دریافت مجوز است.